# پریار
ارود ونکاتاپا راماسامی (متولد ۱۷ سپتامبر ۱۸۷۹ - وفات ۲۴ دسامبر ۱۹۷۳)، به عنوان تانتای پریار مورد احترام قرار می‌گیرد، او یک فعال اجتماعی و سیاستمدار هندی بود که جنبش احترام به خود و دراویدار کازاگام را آغاز کرد. او به عنوان «پدر جنبش دراویدی» شناخته می‌شود. او علیه سلطه برهمنی و نابرابری جنسیتی در تامیل نادو شورش کرد. از سال ۲۰۲۱، ایالت تامیل نادو هند سالگرد تولد او را به عنوان «روز عدالت اجتماعی» جشن می‌گیرد.

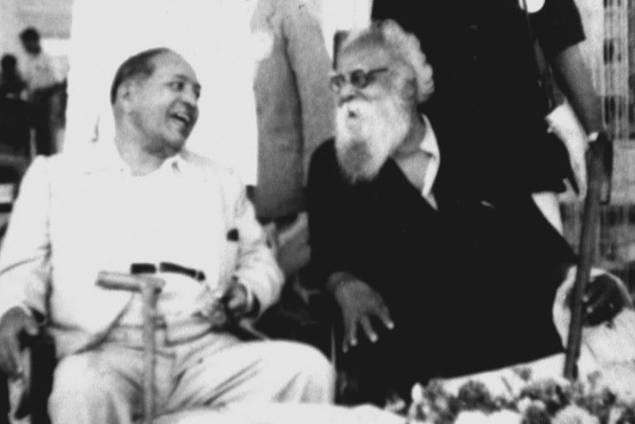
بهیمراو رامجی و راماسامی هنگامی که آنها در ارتباط با یک کنفرانس بودایی در میانمار در سال ۱۹۵۴ ملاقات کردند.

راماسامی در سال ۱۹۱۹ به کنگره ملی هند پیوست، اما در سال ۱۹۲۵ استعفا داد زیرا احساس کرد که حزب فقط در خدمت منافع برهمن‌ها است. راماسامی از سال ۱۹۲۹ تا ۱۹۳۲ سفری به کشورهای مالایا بریتانیا، اروپا و اتحاد جماهیر شوروی داشت که بر او تأثیر گذاشت. راماسامی در سال ۱۹۳۹ رئیس حزب عدالت شد.
راماسامی اصول عقل‌گرایی، عزت نفس، حقوق زنان و ریشه کن کردن هندوئیسم را ترویج می‌کرد. او با استثمار و به حاشیه راندن مردم دراویدی غیربرهمن در جنوب هند و تحمیل آنچه او هندوآریایی می‌دانست، مخالف بود.